# حمید پرور
حمید پرور (زاده ۱۲ سپتامبر ۱۹۸۹) یک بازیکن فوتبال اهل ایران است.